# 체계적 위험
체계적 위험(體系的危險, 영어: systematic risk)은 모든 경제주체들에게 동일하게 작용하는 위험 요소를 말한다. 세계 정세, 시장 구조 자체의 위험 등이 여기에 속한다.
대표적인 사례로 IMF사태와 세계금융위기가 있다.

## 같이 보기
- 위험
- 비체계적 위험(unsystematic risk)